# Andrea Klikovac
Andrea Klikovac (Podgorica, 5 de mayo de 1991) es una exbalonmanista montenegrina que jugaba como lateral derecha y fue internacional absoluta con la selección de Montenegro.

## Trayectoria

### Clubes
Comenzó a practicar balonmano con nueve años en el ŽRK Petrol Bonus Podgorica, club con el que debutó en competiciones europeas en la temporada 2007-08. Entre 2009 y 2011 militó en el ŽRK Biseri, con el que siguió acumulando minutos continentales.
En la campaña 2011-12 se incorporó al RK Žito Prilep macedonio y, un año después, fichó por el ŽRK Vardar, donde conquistó seis ligas (2013-2018) y cinco copas nacionales consecutivas.  Con Vardar alcanzó la tercera posición de la Liga de Campeones en 2014, 2015 y 2016 y disputó las finales de 2017 y 2018.
Tras una temporada (2018-2019) en el Kisvárdai KC húngaro, fichó por el CSM București en marzo de 2019. Con el club rumano ganó las ligas de 2021 y 2023, además de las copas de 2019, 2022 y 2023. Al término de la temporada 2022-23 anunció su retirada.

### Trayectoria de clubes
- 2000 – 2009:  ŽRK Petrol Bonus Podgorica
- 2009 – 2011:  ŽRK Biseri
- 2011 – 2012:  RK Žito Prilep
- 2012 – 2018:  ŽRK Vardar
- 2018 – 2019:  Kisvárdai KC
- 2019 – 2023:  CSM București

### Selección
Debutó con la selección absoluta en 2011. Integró el combinado que se proclamó campeón de Europa en 2012. Participó en el Mundial 2013 y en los Juegos Olímpicos de Río 2016 y Tokio 2020. Tras el Euro 2020 se retiró de la escena internacional.

## Premios y títulos

### Con la selección
- 1 x Campeonato Europeo de Balonmano Femenino (2012)

### Con sus clubes
- 6 x Liga femenina de balonmano de Macedonia del Norte (2013, 2014, 2015, 2016, 2017, 2018)
- 5 x Copa de balonmano de Macedonia del Norte (2014, 2015, 2016, 2017, 2018)
- 2 x Liga Națională de Rumanía (2021, 2023)
- 3 x Copa de Rumanía (2019, 2022, 2023)

## Vida personal
En noviembre de 2016 sufrió la pérdida de su padre, fallecido la noche previa a un encuentro de Liga de Campeones en Skopie.